# Florula
Con el término botánico: Florula diminutivo de Flora, se denomina a la escritura de sinopsis de un género de plantas.
En la familia de las Orchidaceae es usual que muchos géneros tengan escrito sobre su posición nada más que lo poco publicado inicialmente. Se recurre a la escritura de una sinopsis, cuando falta una descripción más extensa y no desperdiciando el tiempo en una revisión o monografía, se produce un armazón sistemático, donde no existía ninguno anteriormente, para que otro estudioso pueda continuar la labor de desarrollo posteriormente. 
Las florulas tienen una ventaja similar sobre los estándar de las floras en que se pueden terminar en un razonable período sin que se tenga que efectuar un muestreo adicional. 
El botánico, Eric A. Christenson en su libro "Machu Picchu: Orquídeas sobre madera" nos despliega la única florula de orquídeas existente para Perú y la primera enumeración generada para el santuario de Machu Picchu que está directamente ligada con especímenes o fotografías.
- Datos: Q5863249